# Appenheim
Appenheim è un comune di 1 402 abitanti della Renania-Palatinato, in Germania.

Appartiene al circondario (Landkreis) di Magonza-Bingen (targa MZ) ed è parte della comunità amministrativa (Verbandsgemeinde) di Gau-Algesheim.

## Amministrazione

### Gemellaggi
- Apfelstädt, Turingia, dal 1994
- Marano di Valpolicella, Italia, dal 2003